# Ruger MP9
Die Ruger MP9 ist eine Maschinenpistole der US-amerikanischen Waffenschmiede Sturm, Ruger & Co., die das Kaliber 9-mm-Parabellum verwendet.

## Beschreibung
Die MP9 wurde 1995 von Uzi Gal für die US-amerikanische Firma Sturm Ruger auf Basis der berühmten Uzi entwickelt. Sie sollte eine kostengünstige Maschinenpistole sein, die aber über eine sehr hochwertige Verarbeitungsqualität verfügte. Von daher ist sie ihrem Vorbild sehr ähnlich.
Sie wurde aber in einigen Bereichen verbessert, was ihr den Spitznamen „Verbesserte Uzi“ einbrachte. Die MP9 hat unter anderem einen ausziehbaren Klappschaft, der aus glasfaserverstärktem Kunststoff besteht.
Anders als die Uzi ist die Ruger MP9 eine aufschießende Waffe. Dieses aufschießende System hat den Vorteil, dass sie wesentlich sicherer, insbesondere bei der Fallsicherheit ist als ihr berühmtes Vorbild. Ein weiterer Vorteil ist, dass sie dadurch präziser ist. Ebenfalls ist es bei der MP9 möglich, den Lauf in relativ kurzer Zeit zu wechseln.
Die MP9 wurde von Ruger nur in einer sehr geringen Anzahl gebaut und überwiegend an die amerikanische Polizei oder das Militär verkauft. Seit dem Jahr 2008 ist es auch für Privatpersonen in den USA möglich, diese Handfeuerwaffe zu erwerben.